# Jana Pallaske

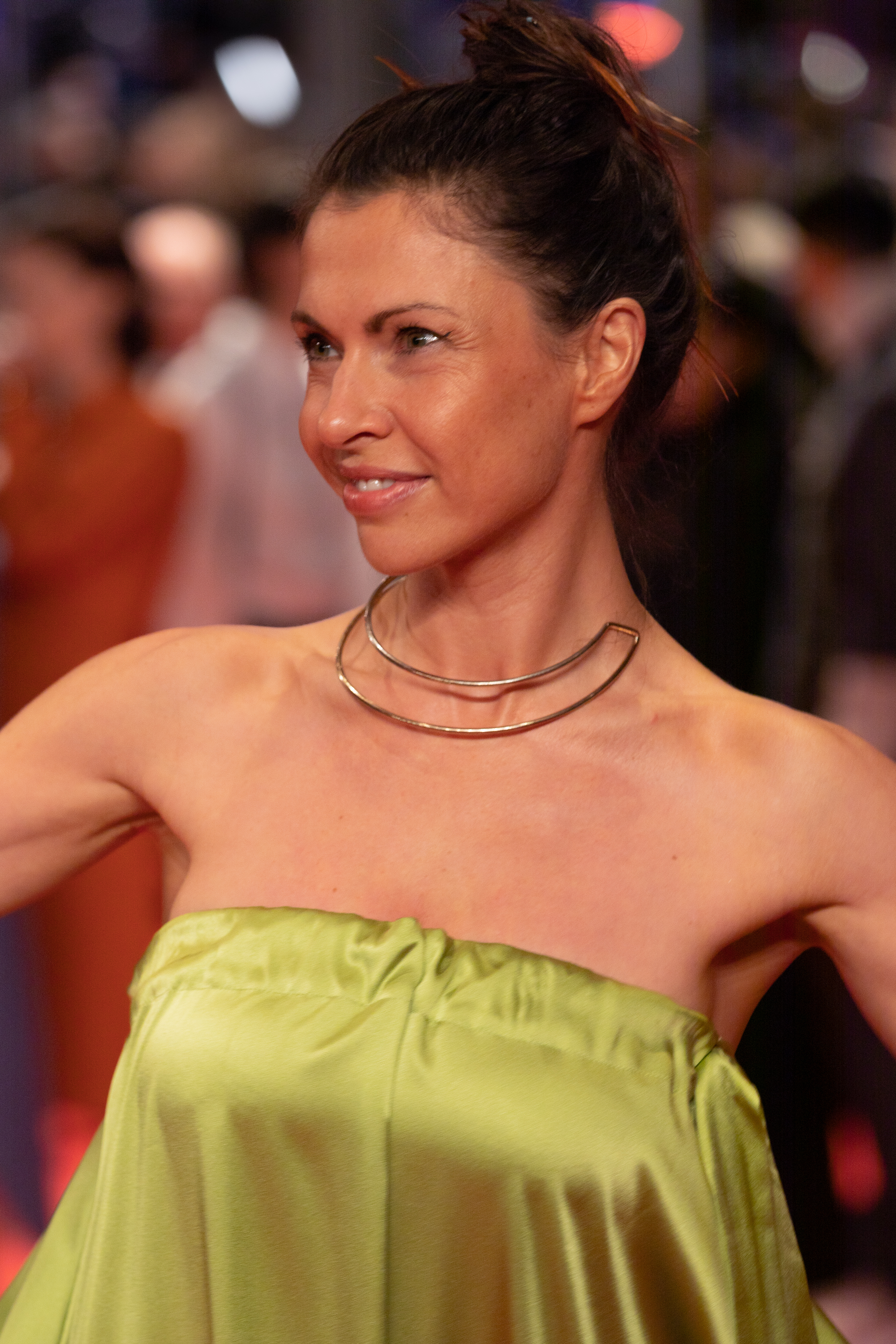
Jana Pallaske, 2020

Jana Pallaske (* 20. Mai 1979 in Ost-Berlin) ist eine deutsche Schauspielerin, Sängerin und ehemalige Video Jockey. Ihren Durchbruch als Schauspielerin hatte sie 2000 als Sabine in Esther Gronenborns alaska.de. Unter dem Pseudonym Bonnie Riot sang sie in der Berliner Punkband Spitting Off Tall Buildings. Sie verwendet auch die Pseudonyme JEDI¥ESS. und Jana Urkraft.

## Leben

### Herkunft und Anfänge
Jana Pallaske wurde im Mai 1979 in Berlin-Treptow geboren. In ihrer Jugend erkrankte sie an Magersucht und ließ sich erst spät in einer Klinik behandeln. Nachdem sie die Schule kurz vor dem Abitur abgebrochen hatte, jobbte sie zunächst in einer Bar und in einer Casting-Agentur. Im Alter von 21 Jahren debütierte sie in der Hauptrolle der Sabine im Filmdrama alaska.de von Esther Gronenborn. 2001 folgte mit dem 15-jährigen Straßenkind „Joe“ aus der Kölner Punkszene in der Kai-Hermann-Romanverfilmung Engel & Joe an der Seite von Robert Stadlober eine weitere Hauptrolle.

### Film und Fernsehen
Danach wirkte Pallaske in zahlreichen Film- und Fernsehproduktionen mit. 2002 und 2018 spielte sie in Episodenhauptrollen zweier Kriminalfilme der ARD-Reihe Tatort der Kölner Kriminalhauptkommissare Ballauf und Schenk: In Schützlinge als Svenja; in Bausünden in der Doppelrolle der Daniela Mertens/Susanne Baumann. Im Oktober 2006 war sie in der Folge Frau Holle – Im Himmel ist die Hölle los der ProSieben-Märchenstunde an der Seite von Hella von Sinnen und Mirjam Weichselbraun in einer komödiantischen Rolle als Maria, der Pechmarie, zu sehen. 2009 spielte sie als Babette in einer Nebenrolle in Quentin Tarantinos Kriegsfilm Inglourious Basterds. In der Filmkomödie Männerherzen (2009) und dem Nachfolger Männerherzen … und die ganz ganz große Liebe (2011) von Simon Verhoeven war sie neben Til Schweiger und Maxim Mehmet in der Rolle der schwangeren Nina Helmich zu sehen. In den erfolgreichsten Kinofilmen der Jahre 2013, 2015 und 2017 Fack ju Göhte, Fack ju Göhte 2 und Fack ju Göhte 3 verkörperte sie die Rolle der besten Freundin Charlie des von Elyas M’Barek dargestellten Protagonisten Zeki Müller. 2020 war sie als Zirkusartistin Franka in Hanno Olderdissens Lassie – Eine abenteuerliche Reise zu sehen. Im Märchenfilm Die Hexenprinzessin (ebenfalls 2020) aus der ZDF-Reihe Märchenperlen stellte sie die Rolle der Krähenhexe dar.
Aufmerksamkeit erregte Pallaske 2011 mit ihrem Auftritt als Aktivistin der Occupy-Bewegung in der Talkshow Maybrit Illner. Von März bis Juni 2016 nahm sie mit ihrem Tanzpartner Massimo Sinató an der 9. Staffel der RTL-Tanzshow Let’s Dance teil und belegte den dritten Platz. 2018 nahm sie an der zweiten Staffel von Global Gladiators teil, wo sie den letzten Platz belegte. Im Oktober 2021 nahm sie gemeinsam mit ihrem Lebensgefährten an der 6. Staffel von Das Sommerhaus der Stars – Kampf der Promipaare teil und erreichten den 6. Platz von insgesamt 9 Teilnehmern. Im Januar 2023 war Pallaske Teilnehmerin der 16. Staffel von Ich bin ein Star – Holt mich hier raus!, dort nahm sie unter dem Künstlernamen Jana URKRAFT teil. An Tag zwölf wurde Pallaske als vierte Kandidatin von den Zuschauern herausgewählt.

### Musik

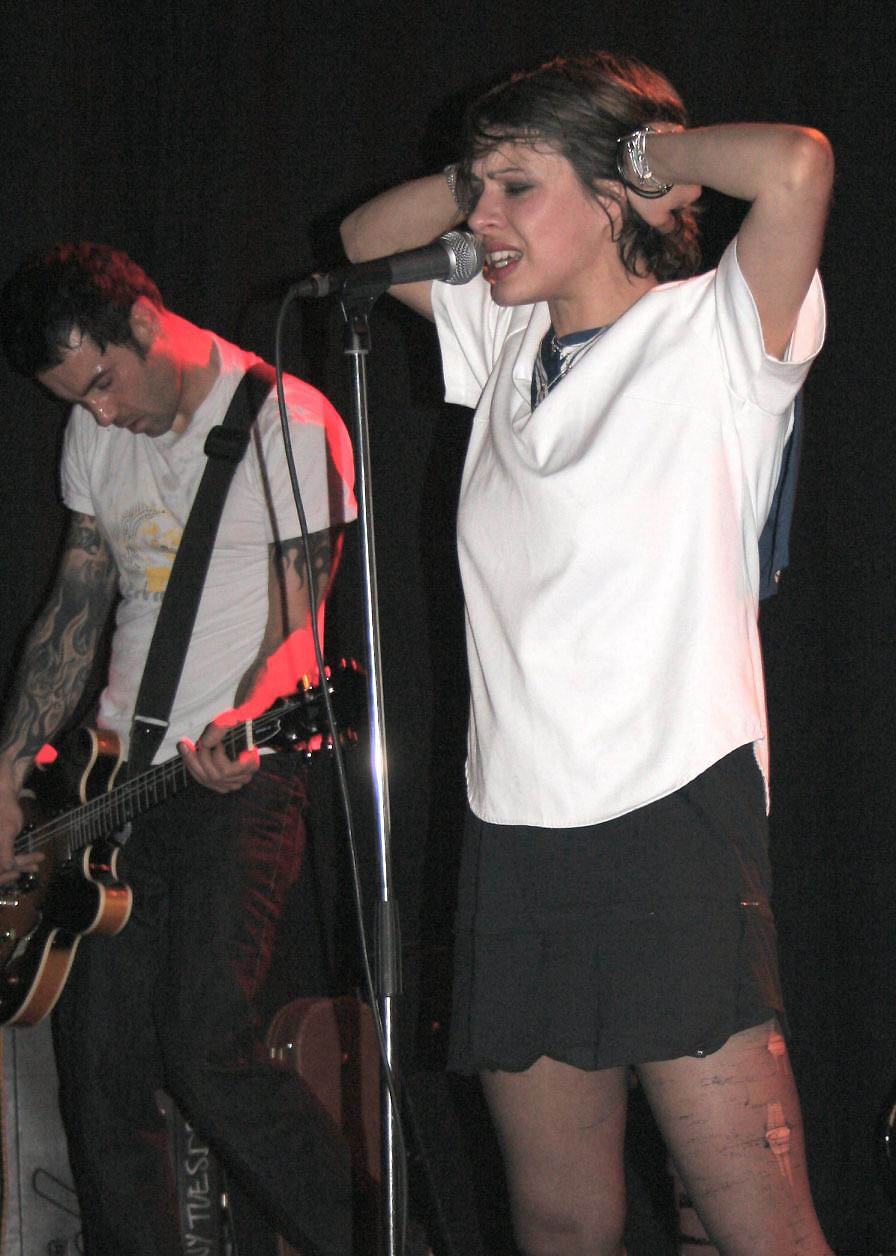
Jana Pallaske und ihre Band Spitting Off Tall Buildings, 2005

Unter dem Pseudonym Bonnie Riot sang Pallaske in der Berliner Punkband Spitting Off Tall Buildings, zu deren Gründungsmitgliedern sie gehörte und die sich 2007 auflöste. Bis 2004 arbeitete sie daneben auch als VJ bei dem Musiksender MTV Germany, wo sie einmal wöchentlich als Vertretung von Markus Kavka das MTV News Mag präsentierte und gründete später ihr eigenes Musikprojekt A Girl Called Johnny. 2009 spielte Pallaske mit der Band Jupiter Jones das Lied Nordpol/Südpol ein.

### Privates
Seit 1996 verbringt Jana Pallaske mehrere Monate im Jahr in Thailand und auf einer kleinen Insel des malaysischen Langkawi-Archipels, wo sie seit 2020 auch Life-Coaching-Kurse veranstaltet.
Pallaske und ihr Lebensgefährte, der Stuntman Sascha Girndt, leben in Berlin.

## Filmografie

### Kinofilme
- 2000: alaska.de
- 2001: Jeans
- 2001: Engel & Joe
- 2002: Baader
- 2002: Extreme Ops
- 2004: Was nützt die Liebe in Gedanken
- 2004: Eurotrip
- 2005: Polly Blue Eyes
- 2006: Komm näher
- 2007: Vollidiot
- 2007: Berlin am Meer
- 2008: Märzmelodie
- 2008: Speed Racer
- 2008: Palermo Shooting
- 2008: Warten auf Angelina
- 2009: Screamers: The Hunting
- 2009: Kopf oder Zahl
- 2009: Phantomschmerz
- 2009: Inglourious Basterds
- 2009: 12 Meter ohne Kopf
- 2009: Männerherzen
- 2010: Snowblind
- 2011: Männerherzen … und die ganz ganz große Liebe
- 2013: Fack ju Göhte
- 2015: Fack ju Göhte 2
- 2016: Burg Schreckenstein
- 2016: Die Vampirschwestern 3 – Reise nach Transsilvanien
- 2016: Vier gegen die Bank
- 2017: Fack ju Göhte 3
- 2020: Lassie – Eine abenteuerliche Reise

### Fernsehfilme
- 2005: Stürmisch verliebt
- 2007: Alles Lüge – Auf der Suche nach Rio Reiser
- 2011: IK1 – Touristen in Gefahr
- 2013: Mord im Hause Medici (Dokumentation)
- 2017: Abi ’97 – gefühlt wie damals
- 2020: Die Hexenprinzessin

### Fernsehserien und -reihen
- 2002: Tatort: Schützlinge
- 2003–2015: Alarm für Cobra 11 – Die Autobahnpolizei (verschiedene Rollen, 3 Folgen)
- 2004: SK Kölsch (Folge Schmock)
- 2005: Ein Fall für zwei (Folge Tod im Hochhaus)
- 2006: Die Cleveren (Folge Kinder, 2 Teile)
- 2006: Berndivent: Brot im Orientexpress
- 2006: Die ProSieben Märchenstunde: Frau Holle – Im Himmel ist die Hölle los
- 2006: Blackout – Die Erinnerung ist tödlich (Folge Tag 5 Der Deal deines Lebens)
- 2008: Maja (10 Folgen)
- 2009: Flemming (Folge Die Herrin der Gefühle)
- 2010: SOKO Wismar (Folge Schlechte Karten für Belinda)
- 2010: Lasko – Die Faust Gottes
- 2013: Crossing Lines (Staffel 1, Folge 5: Todsünden)
- 2015: Löwenzahn (Folge Kartoffel – Die letzte ihrer Art)
- 2017: jerks. (Folge Camilla)
- 2018: Tatort: Bausünden
- 2020: Drinnen – Im Internet sind alle gleich (6 Folgen)

### Fernsehshows
- 2016: Let’s Dance (Staffel 9)
- 2018: Global Gladiators (Staffel 2)
- 2021: Das Sommerhaus der Stars – Kampf der Promipaare (Staffel 6)
- 2023: Ich bin ein Star – Holt mich hier raus! (Staffel 16)

## Als Sprecherin
- 2002: Engel und Joe. (Hörbuch) Ullstein Hörverlag, ISBN 3-550-09040-4.
- 2005: Wie ich einmal 60 Eier essen wollte. (Lesung einer Geschichte) Random House Audio, Juni 2005, ISBN 3-86604-028-8.
- 2005: Beat Shakespeare. (Interpretation mehrerer Sonette) Random House Audio, Juni 2005, ISBN 3-89830-663-1.
- 2006: Andere Länder, andere Küsse. (Hörspiel) Karussell, Februar 2006, ISBN 3-89813-494-6.
- 2007: Zuckerbabys. (Hörspiel) Eichborn/Lido, Mai 2007, ISBN 3-8218-5453-7.

## Auszeichnungen
- 2002: Deutscher Videopreis in der Kategorie Nachwuchsförderpreis
- 2008: Undine Award als Beste jugendliche Nebendarstellerin in einem Kinospielfilm für Märzmelodie